# Astarte (zwierzęta)
Astarte – rodzaj małży z rodziny astartowatych (Astartidae), dla której jest typem nomenklatorycznym. Obejmuje większość należących do niej gatunków. Małże z tego rodzaju występują głównie w chłodnych wodach półkuli północnej (2 gatunki w Morzu Bałtyckim). W zapisie kopalnym znane są z górnego miocenu. Klasyfikacja biologiczna rodzaju nie jest ustalona. Wyróżniono w nim co najmniej 8 podrodzajów, jednak wśród autorów nie ma zgody, co do przynależności poszczególnych gatunków. Przykładowymi przedstawicielami są występujące w Bałtyku:
- astarta północna (Astarte borealis)
- astarta zachodnia (Astarte islandica)